# Histoire philatélique et postale de la Guadeloupe

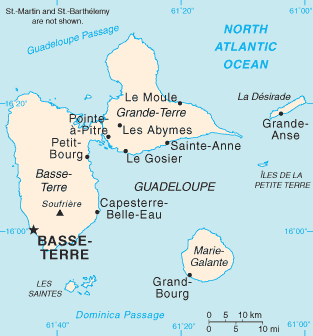
Carte de la Guadeloupe

Cet article présente l'histoire postale et philatélique de la Guadeloupe. 

## Les origines
La Guadeloupe fut l'objet de nombreux conflits franco-britanniques pour la possession de l'île. L'histoire postale en conserve des traces. Il eut notamment un bureau britannique spécialisé dans les colis qui a été ouvert en 1841 et qui resta en fonction jusqu'en avril 1892. Une marque postale britannique avec un cercle surmonté d'une couronne avec la mention « PAID AT GUADELOUPE » identifie ce bureau.

### Les timbres des colonies générales
L'usage des timbres à la Guadeloupe commence en fait en 1851 où les premiers timbres de France (Cérès non dentelés) ont été utilisés. Ces plis sont peu communs (les cotations pour une lettre au tarif de base varient de 10 000€ à 25 000€).
À partir de novembre 1859, les timbres des émissions générales des colonies ont été utilisés et plus précisément le type Aigle dans un premier temps (jusqu'en 1871). Pour les oblitérer, trois types de cachet ont été utilisés (également dans les émissions suivantes) :
- des losanges de points muets (sans aucune mention littérale ou chiffrée) — l'identification sur timbre isolé est difficile, le même type de cachet ayant été utilisé dans d'autres territoires (comme la Martinique) ;
- des losanges avec le code littéral « GPE » — Leur emploi n'était pas généralisés ; ils sont même peu courants sur les timbres au type Aigle ;
- des cachets à date (ou de corps d'armée).

Dans certains cas les timbres étaient oblitérés en France.
À partir de 1871, comme dans la plupart des colonies, des timbres courant des France non dentelés sont utilisés, et successivement dans les types suivants : Napoléon III, Cérès et enfin Sage. En 1881, les premiers timbres dentelés, propres aux colonies, au type Alphée Dubois sont utilisés.

### Les premières émissions de la Guadeloupe
À partir de 1884, la Guadeloupe possède ses propres émissions. Dans un premier temps il s'agit de surcharge sur les séries précédentes (Sage, Alphée Dubois, ou Cérès non dentelés.
En 1892, la Guadeloupe reçoit ses premiers timbres au type Groupe avec la mention « GUADELOUPE ET DÉPENDANCES ».
En 1903, des surcharges assez variées ont été apposées sur ces timbres au type groupe à la suite d'incohérence dans les approvisionnements.

### Les séries originales de la Guadeloupe
À partir de 1905, la Guadeloupe émet ses propres séries.

## Département français
En 1947 la Guadeloupe change de statut et devient un département français. La dernière série locale est émise. Elle est constituée de 17 valeurs sur différents thèmes : tête de femme avec coiffe locale et port de Basse-Terre ; coupe de la canne à sucre ; récolte de l'ananas ; guadeloupéenne (2 types) ; récolte du café.
L'histoire postale de la Guadeloupe se confond alors avec celle de la France. La poste retient donc des sujets propres à la Guadeloupe :
- en 1957, un timbre à 8F (rivière Sens) ;
- en 1959, le même motif avec une faciale de 100F ;
- en 1973, dans la série protection de la nature, le raton laveur de la Guadeloupe (faciale 40c)